# Dioscorea pumilio
Dioscorea pumilio är en enhjärtbladig växtart som beskrevs av August Heinrich Rudolf Grisebach. Dioscorea pumilio ingår i släktet Dioscorea och familjen Dioscoreaceae. Inga underarter finns listade i Catalogue of Life.